# Rižský zámek
Rižský zámek je stavba, která se nachází v lotyšském hlavním městě Rize a je sídlem prezidenta Lotyšské republiky.

## Historie
Stavba hradu, jako pevnosti pro livonský řád, byla zahájena v roce 1330 poté, co původní sídlo v centru města bylo zničeno. Řád si vynutil postavit novou budovu na severním konci města.
Po pádu rytířského řádu sloužila budova úředníkům města. Nejobsáhlejší přestavby proběhly v 18. a 19. století, kdy hrad byl upraven pro zemskou vládu. Roku 1938 zde pobýval poprvé lotyšský prezident. Za sovětské vlády byla budova Pionýrským palácem. Po získání nezávislosti Lotyšska se stala opět sídlem prezidenta Lotyšska. V některých částech sídlí muzea a kulturní instituce.
Budova byla těžce poškozena požárem dne 20. června 2013.

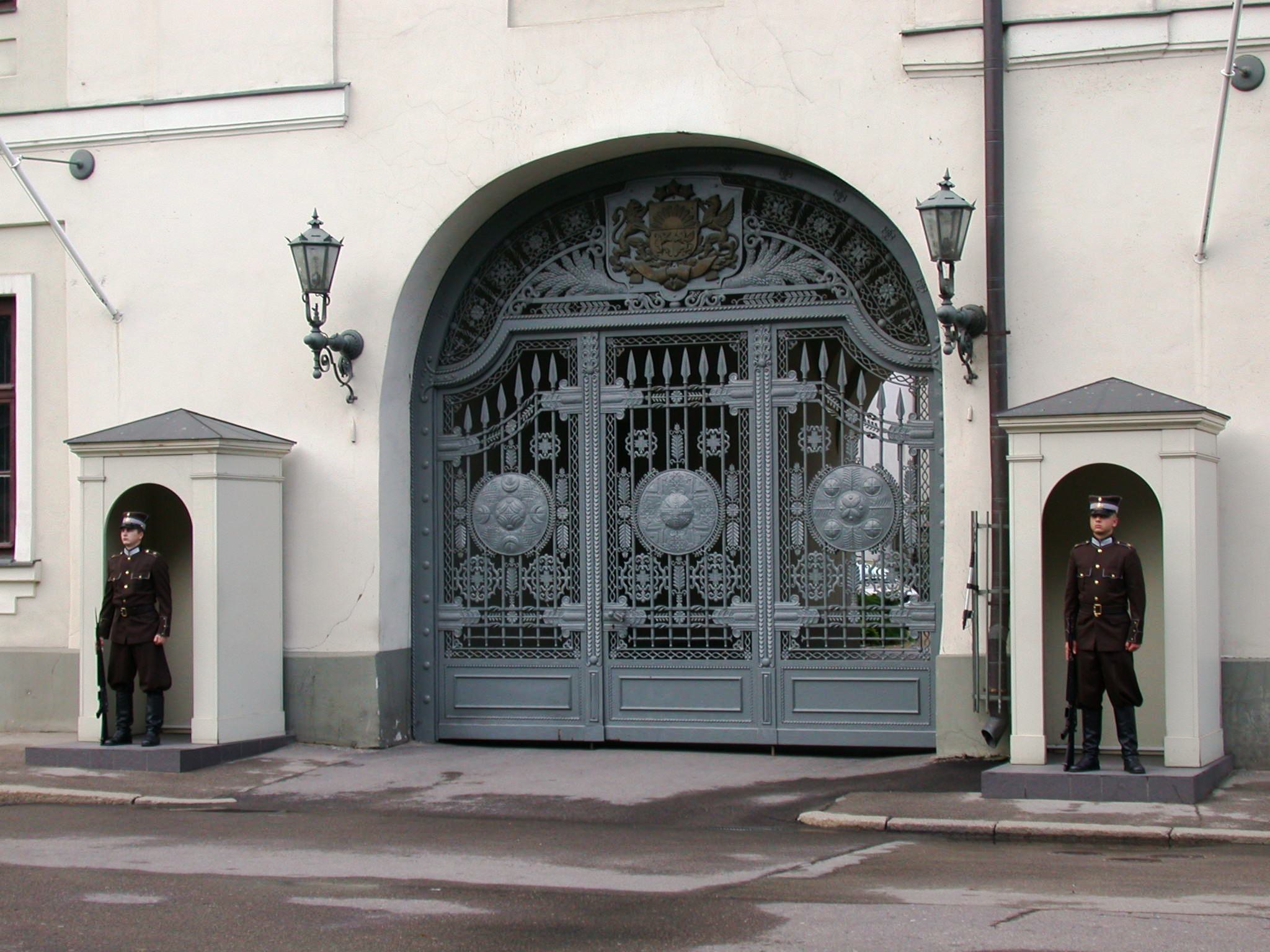
Brána